# Zamarada jansei
Zamarada jansei là một loài bướm đêm trong họ Geometridae.